# Västergötlands storregemente
Västergötlands storregemente eller Landsregementet i Västergötland var ett av nio storregementen som Gustav II Adolf organiserade i slutet av 1610-talet och som splittrades till mindre regementen under 1620-talet.

## Historia
Västergötlands storregemente sattes upp i Götaland från mindre enheter som bestod av 500 man som kallades fänikor, mer specifikt från landskapen Västergötland och Dalsland och länen Skaraborg och Älvsborg år 1613. Storregementet var i sin tur organiserat till tre fältregementen och ett kavalleriregemente, således egentligen mer som en brigad än vad namnet antyder.
Regementet deltog inte i några kampanjer under sin korta livslängd. Sveriges storregementen omorganiserades under tidiga 1620-talet till att bestå av tre fältregementen med åtta kompanier med 150 man i varje, totalt 3 600 soldater per storregemente. Det är osäkert om kavalleriregementet var inkluderat i det totala antalet.
Mellan 1621 och 1624, splittrades regementet till fyra mindre, Skaraborgs regemente, Älvsborgs regemente, Västgöta-Dals regemente och Västgöta kavalleriregemente.

## Organisation
Före splittringen var regementet organiserat som följer:
- 1:a fältregementet
  - 5 kompanier från Skaraborgs län
  - 3 kompanier från Älvsborgs län
- 2:a fältregementet
  - 5 kompanier från Älvsborgs län
  - 3 kompanier från Skaraborgs län
- 3:e fältregementet
  - 4 kompanier från Älvsborgs län
  - 4 kompanier från Dalsland
- Kavalleriregementet
  - 8 kompanier från Västergötland